# 유리 베가

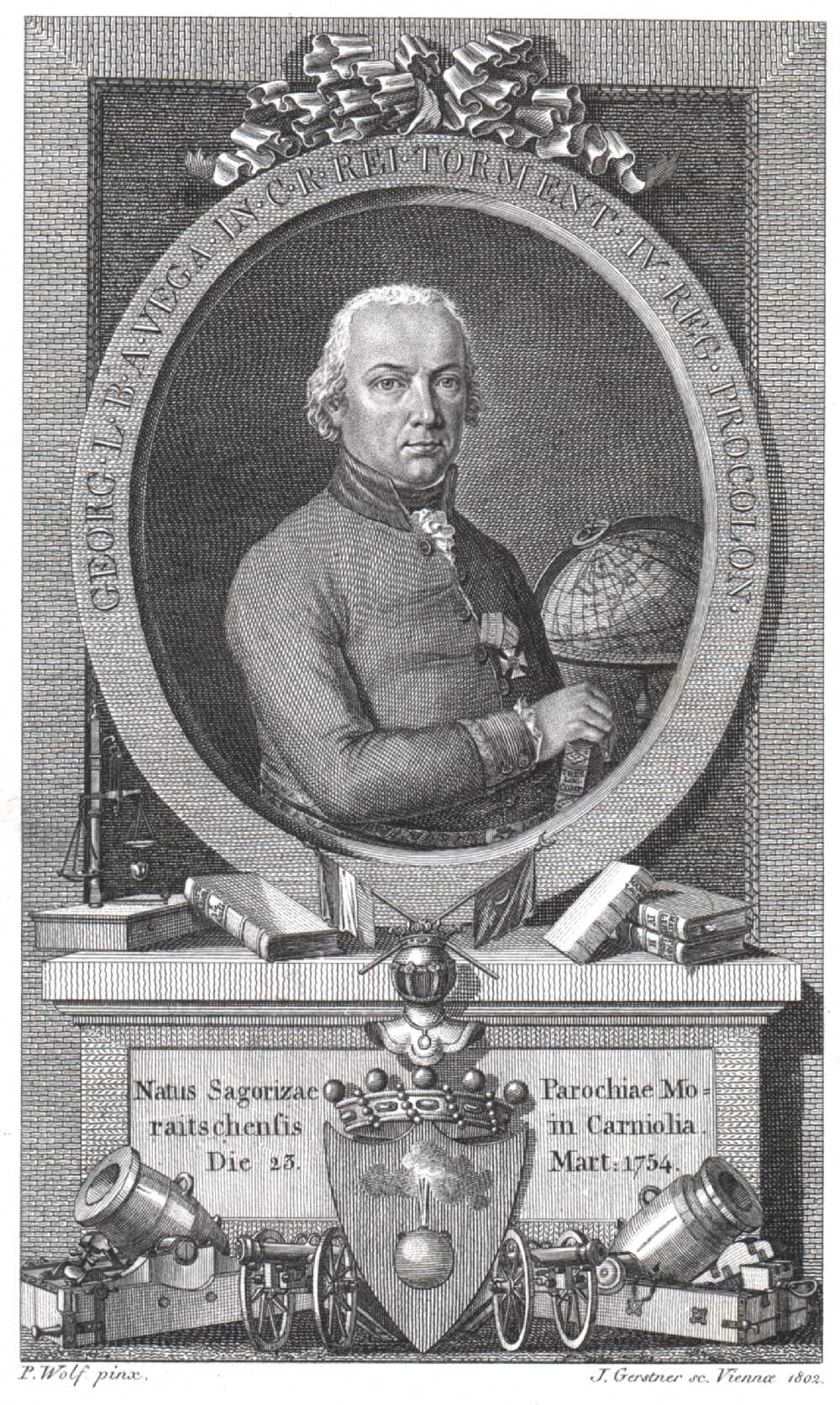
유리 베가의 초상화 (1802년 제작)

유리 바르톨로메이 베가 남작(슬로베니아어: Jurij Bartolomej Vega, 라틴어: Georgius Bartholomaei Vecha 게오르기우스 바르톨로마이이 베카[*], 독일어: Georg Freiherr von Vega 게오르크 프라이헤어 폰 페가[*], 출생 당시 성씨: 베호베츠(Vehovec), 1754년 3월 23일 ~ 1802년 9월 26일)는 슬로베니아의 수학자, 물리학자, 천문학자, 포병 장교이다.

## 생애 초반
유리 베가는 슬로베니아 류블랴나 동쪽에 위치한 작은 마을인 돌프리류블랴니의 자고리차프리돌로스켐에서 농민 가정의 아들로 태어났는데 그가 6세였을 때에 자신의 아버지인 예르네이 베가가 사망했다. 베가는 1767년부터 1773년까지 류블랴나에 위치한 예수회 계열 고등학교에서 라틴어, 그리스어, 종교, 독일어, 역사, 지리, 과학, 수학을 배웠는데 그 당시 학교에서는 약 500명의 학생들이 있었다. 베가는 슬로베니아의 작가이자 역사가인 안톤 토마주 린하르트의 학교 친구이기도 했다.
베가는 19세였던 1773년에 고등학교를 졸업하고 류블랴나 대학교에 입학했다. 1775년에는 대학교를 졸업하고 항해 기술자가 되었다. 종합적인 시험을 위한 그의 문제 목록인 《철학적 에세이》(Tentamen philosophicum)는 류블랴나의 수학 도서관에서 구할 수 있다. 이 문제들은 논리학, 대수학, 형이상학, 기하학, 삼각법, 측지학, 입체학, 곡선 기하학, 탄도학, 그리고 일반 물리학과 특수 물리학을 포함한다.

## 군 복무
베가는 1780년에 빈 포병학교에서 수학 교수로 근무하면서 군복무를 시작했다. 이 때부터 그는 자신의 성씨를 베하(Veha)가 아닌 베가(Vega)로 바꿔서 서명했다. 베가는 33세가 되었을 때에 당시 16세였던 체코의 체스케부데요비체 출신 귀족인 요세파 스보보다(Josefa Svoboda, 1771년 ~ 1800년)와 결혼했다.
베가는 여러 전쟁에 참여했다. 1788년에는 오스트리아 제국의 육군 원수였던 에른스트 기데온 폰 라우돈(1717년 ~ 1790년) 휘하 부대에 합류하여 베오그라드에서 오스만 제국을 상대로 한 전투에 참전했다. 그의 박격포 포대 지휘는 베오그라드 요새 함락에 상당한 기여를 했다. 베가는 1793년부터 1797년까지 오스트리아의 다고베르트지기스몬트 데 뷔름저(1724년 ~ 1797년) 장군 휘하 부대에 합류하여 프랑스 혁명군과 싸웠는데 포르루이, 만하임, 마인츠, 비스바덴, 켈, 디츠 전투에 참전했다. 1795년에는 원뿔형으로 뚫린 기반과 더 큰 돌격을 가진 14kg 박격포 2발을 3,000m까지 발사할 수 있게 했는데 기존의 27kg 박격포의 사정거리는 1,800m에 불과했다.
1802년 9월에 베가가 실종되었다고 보고되었는데 며칠 동안의 수색 끝에 그의 시체가 발견되었다. 경찰 보고서는 그의 죽음이 사고였다고 결론지었다. 베가는 1802년 9월 26일에 오스트리아 빈 근처의 도나우강 누에도르프에서 사망하였다.

## 수학적 성취
베가는 로그 표 시리즈를 출판했다. 제1권은 1783년에 출판되었다. 1797년에는 적분과 다른 유용한 공식들의 모음을 포함한 제2권이 출간되었다. 1793년에 처음 출판된 그의 수첩은 나중에 여러 언어로 번역되어 100개 이상의 책에 실렸다. 그의 주요 저서는 1794년에 라이프치히에서 처음 출판된 《모든 로그의 창고》(Thesaurus Logarithmorum Completus)가 있는데 1924년에는 이 책의 90번째 판이 출판되었다. 이러한 수학적 표는 사실 네덜란드의 수학자인 아드리안 플락의 표에 기초했지만 많은 오류를 수정하고 작은 각도에 대한 삼각 함수의 로그를 확장했다.
그라츠 공과대학교의 명예 평의원인 공학자 프랑크 알머는 괴팅겐의 카를 프리드리히 가우스 박물관에 있는 베가의 소수점 10자리 로그 표를 발견했다. 독일의 수학자인 카를 프리드리히 가우스는 이 작업을 자주 사용했고 이 과정에서 몇 가지 계산을 썼다. 가우스는 또한 베가의 계산 오류 가운데 일부를 숫자 범위에서 발견했는데 100만 개 이상에 달했다. 영국의 수학자이자 컴퓨팅 선구자인 찰스 배비지(1791년 ~ 1871년)의 개인 소장품인 베가의 시소러스 사본이 에든버러 왕립 천문대에 보존되어 있다.
베가는 4권으로 구성된 수학 교과서인 《수학 강의》(Vorlesungen über die Mathematik)를 집필했다. 제1권은 그가 28세였던 1782년에, 제2권은 1784년에, 제3권은 1788년에, 제4권은 1800년에 각각 출판되었다. 그의 교과서는 흥미로운 표들을 포함하고 있다. 예를 들어 2권에서는 3도의 배수의 사인에 대한 닫힌 형태의 표현을 찾을 수 있다.
베가는 적어도 6편의 과학 논문을 썼다. 베가는 1789년 8월 20일에 원주율을 140자리까지 계산했을 때에 세계 기록을 달성했는데 이 가운데 처음 126개가 맞았다. 그는 상트페테르부르크에 위치한 러시아 과학 아카데미에 이러한 계산법을 제안했는데 베가는 자신의 계산법을 통해 프랑스의 수학자인 토마 팡트 드 라니(1660년 ~ 1734년)가 1719년에 계산한 추정치 127곳 가운데 113번째 자리의 오류를 발견했다. 베가는 1841년까지 52년 동안 자신의 기록을 유지했으며 그의 계산법은 오늘날에도 언급되고 있다. 그의 논문은 6년 후인 1795년까지 아카데미에 의해 출판되지 않았다. 베가는 1706년부터 존 매친의 공식을 다음과 같이 개선했다.
{\displaystyle {\pi  \over 4}=4\arctan \left({1 \over 5}\right)-\arctan \left({1 \over 239}\right)}
1755년에는 레온하르트 오일러의 공식과 동일한 자신의 공식을 다음과 같이 공개했다.
{\displaystyle {\pi  \over 4}=5\arctan \left({1 \over 7}\right)+2\arctan \left({3 \over 79}\right)\;,}
베가는 허턴의 공식과 비슷한 자신의 공식을 다음과 같이 공개했다. 이 공식은 매친의 공식보다 더 빨리 구할 수 있다는 점이 특징이다.
{\displaystyle {\pi  \over 4}=2\arctan \left({1 \over 3}\right)+\arctan \left({1 \over 7}\right)\;.}
베가는 시리즈에서 단 한 번 2번째 용어를 개발했다. 그는 탄도학, 물리학, 천문학 분야에서 일했지만 그의 주요한 공헌은 18세기 후반의 수학이다.
1781년 베가는 오스트리아 합스부르크가에서 미터법 단위의 사용에 대한 자신의 생각을 더욱 추진하려고 노력했다. 그의 아이디어는 받아들여지지 않았지만 나중에 1871년에 프란츠 요제프 1세 황제에 의해 소개되었다.
베가는 마인츠의 실용 과학 아카데미, 에르푸르트의 물리수학학회, 프라하의 보헤미아 과학학회, 베를린의 프로이센 과학 아카데미의 회원이었다. 그는 괴팅겐에 있는 영국 과학 협회의 준회원이기도 했다. 1796년 5월 11일에는 마리아 테레지아 훈장을 받았다. 1800년에는 자신의 문장에 대한 권리를 포함한 세습 남작 칭호를 얻었다.

## 유산
1901년에는 슬로베니아 이드리야에서 그의 이름을 딴 유리 베가 김나지움이 개교했는데 이 학교는 슬로베니아에서 최초로 설립된 레알슐레이기도 하다. 1935년에는 그의 이름을 딴 달의 베가 분화구가 명명되었다.
슬로베니아 국립은행은 1993년에 그를 기리기 위해 50톨라르 지폐를 발행했고 슬로베니아 우정청은 1994년에 베가를 기념하는 우표를 발행했다. 1997년 7월 30일에 발견된 소행성 14966 유리베가(14966 Jurijvega)는 그의 이름을 따서 명명되었다.
슬로베니아의 베가 천문학 협회는 유리 베가와 베가라는 별의 이름을 따서 명명되었다. 그러나 베가라는 별의 이름은 유리 베가의 이름을 따온 것이 아니고 이보다 훨씬 더 오래된 이름이다. 3D 변형이 가능한 물체 시뮬레이션을 위한 자유 오픈 소스 물리학 라이브러리인 베가 FEM(Vega FEM)도 유리 베가의 이름을 따서 명명되었다.

## 과학적 계보
베가는 오스트리아의 수학자인 이그나츠 린트너의 가정교사이자 학문적 조언자로서 주목할 만한 과학적 계보를 만들어냈다.